# Akceptacja kancelaryjna
Akceptacja kancelaryjna – wyrażenie zgody przez osobę uprawnioną dla sposobu załatwienia sprawy lub aprobatę treści pisma.

## Akceptacja w systemie EZD
Akceptacja projektów pism dokonywana jest wyłącznie w systemie EZD (Elektroniczne Zarządzanie Dokumentacją). Może być jedno- lub wielostopniowa. Akceptacja wielostopniowa polega na wstępnym zaakceptowaniu pisma przez osobę nieupoważnioną do podpisana pisma i przesłaniu lub przekazaniu pisma do akceptacji kolejnej osobie aż do ostatecznego zaakceptowania pisma przez osobę upoważnioną do podpisania pisma. Jeżeli projekt pisma przedstawiony do akceptacji nie wymaga poprawek, akceptujący podpisuje pismo. Jeżeli projekt pisma przedstawiony do akceptacji wymaga poprawek, akceptujący udziela prowadzącemu sprawę wskazówek dotyczących niezbędnych poprawek (nanosząc odpowiednie adnotacje i poprawki w postaci elektronicznej bezpośrednio na projekcie pisma lub dołączając je do projektu ustnie bądź z wykorzystaniem innych dostępnych środków komunikacji, gdy czasowo nie ma dostępu do systemu EZD). Akceptujący może także, po samodzielnym dokonaniu niezbędnych poprawek, zaakceptować poprawioną przez siebie wersję pisma. W przypadku ostatecznej akceptacji pisma przeznaczonego do wysyłki w postaci elektronicznej akceptujący podpisuje pism w postaci elektronicznej podpisem elektronicznym weryfikowanym w sposób określony w przepisach ustawy z dnia 17 lutego 2005 r. o informatyzacji działalności podmiotów realizujących zadania publiczne, chyba że przepisy odrębne wskazują potrzebę użycia określonego rodzaju podpisu. Pismo, o którym mowa w ust. 1, zachowuje się w aktach sprawy. 

## Akceptacja w systemie tradycyjnym
Akceptacja może być jednostopniowa lub wielostopniowa. Akceptacja wielostopniowa polega na wstępnym zaakceptowaniu pisma przez kolejne nieupoważnione do podpisania pisma osoby, aż do ostatecznego zaakceptowania pisma przez osobę upoważnioną do jego podpisania. Przekazanie projektów pism do akceptacji może nastąpić (w postaci papierowej albo w postaci elektronicznej. Wybór trybu przekazania projektów pism do akceptacji określa w zależności od stopnia akceptacji odpowiednio kierownik komórki organizacyjnej lub kierownik podmiotu. W przypadku, o którym mowa w ust. 3 pkt 1, na drugim egzemplarzu projektu pisma prowadzący sprawę umieszcza swój odręczny podpis (skrót podpisu) i datę jego złożenia. Jeżeli projekt pisma przedstawiony do akceptacji nie wymaga poprawek, akceptujący podpisuje pismo w dwóch egzemplarzach (jeden przeznaczony do wysyłki, a drugi do włączenia do akt sprawy), chyba że jest wymagana większa liczba egzemplarzy. Jeżeli projekt pisma przedstawiony do akceptacji wymaga poprawek, akceptujący udziela prowadzącemu sprawę wskazówek dotyczących niezbędnych poprawek (nanosząc odpowiednie adnotacje i poprawki bezpośrednio na projekcie pisma bądź ustnie. W przypadku gdy projekt pisma jest przedstawiony do akceptacji w postaci elektronicznej, akceptujący lub inna osoba na jego polecenie może dokonać bezpośrednio niezbędnych poprawek i sporządzić dwa egzemplarze pisma, o których mowa w ust. 63.